# Adam Rifkin
Adam Rifkin, às vezes creditado como Rif Coogan (31 de dezembro de 1966), é um diretor, roteirista, ator e produtor de cinema norte-americano. Seus trabalhos variam de comédias familiares a filmes independentes obscuros e dramas urbanos. Rifkin é mais conhecido nos círculos de Hollywood por roteirizar comédias como MouseHunt, Small Soldiers e Underdog. Ele também dirigiu projetos como Never on Tuesday, The Chase e Detroit Rock City.

## Vida e carreira

### Primeiros anos
Natural de Chicago, Rifkin é filho de Bennett Rifkin, um piloto de aviões, e Michelle Rifkin, uma roteirista de programas televisivos. Após graduar-se na Academy for the Visual and Performing Arts (instituição de ensino secundário de Chicago), mudou-se para Los Angeles, onde tentou sobreviver inicialmente como cartunista e escritor de peças infantis. Chegou a frequentar a Universidade do Sul da Califórnia, mas desistiu do curso depois de um ano. Passou então a colaborar com o produtor cinematográfico Brad Wyman e, por volta dos 19 anos, já havia escrito seis roteiros para cinema.

### Carreira
Em 1988, Rifkin escreveu o roteiro para um novo filme da série Planet of the Apes; entretanto, esse projeto acabou sendo abandonado pela 20th Century Fox. Em 1997, ele finalmente conseguiu vender um de seus roteiros, MouseHunt, para um grande estúdio, a DreamWorks. O filme foi um grande sucesso financeiro e, a partir de então, Rifkin roteirizou outros filmes família: Small Soldiers, também para a DreamWorks; Zoom, estrelado por Tim Allen; Underdog para a Walt Disney Animation Studios; e Knucklehead, estrelado por Big Show, para a WWE Studios. Em 2004, foi anunciado que ele roteirizaria para a Fox uma segunda adaptação em live action (a primeira é a de 1987) de He-Man, com direção de John Woo e previsão de lançamento para 2006; todavia, o projeto não chegou a receber sinal verde oficialmente.
Em 1989, Rifkin dirigiu seu primeiro filme, Never on Tuesday. Dois anos depois, ele dirigiu a comédia The Dark Backward — cujo roteiro foi o primeiro que escreveu —, com Judd Nelson e Bill Paxton nos papéis principais e hoje considerada uma produção cult. Após comandar filmes como The Nutt House (1992) e The Chase (1994), ele assumiu em 1999 a direção de Detroit Rock City, com a participação da banda Kiss. Também produziu vários filmes, a começar por Touch Me in the Morning (1999), de Giuseppe Andrews, cineasta de produções experimentais; eles voltariam a trabalhar juntos em filmes como Garbanzo Gas (2007) e Giuseppe Makes A Movie (2014).
Rifkin começou sua carreira de ator em 1989, também em Never on Tuesday; desde então, apareceu em pequenos papéis e cameos em outros de seus próprios filmes, como The Dark Backward, Psycho Cop Returns, Detroit Rock City, Welcome to Hollywood e Night at the Golden Eagle. Também interpretou Croaker/Miss Espanha em Going Overboard (1989), uma comédia estrelada por Burt Young e pelo então estreante Adam Sandler. No gênero comédia de terror, Rifkin participou de projetos como Chillerama (2011), um filme coletivo atuado, escrito e dirigido por ele. Em 2017, dirigiu e escreveu The Last Movie Star, um dos últimos filmes com Burst Reynolds no elenco.